# 岩田大中
岩田 大中（いわた だいちゅう、1871年6月23日（明治4年5月6日） - 1945年（昭和20年）8月2日）は、日本の政治家。衆議院議員（1期）。

## 経歴
富山県出身。専修学校（現・専修大学）理財科で学び、1888年に卒業。小間物商と売薬商を営む。1907年9月、富山県会議員に当選した。1908年の第10回衆議院議員総選挙において富山市選挙区から立憲政友会公認で立候補して落選。1910年5月、富山市会議員に当選した。1911年9月に県会議員を退任した。1912年の第11回衆議院議員総選挙で当選。衆議院議員を1期務めた。1913年、市会議員の再選を果たした。1915年の第12回衆議院議員総選挙に立候補したが、落選した。
それ以外では、1902年3月に週刊中立新報を発行したが、同年5月に廃刊となった。また、　1905年6月に倫道を発行した。
また、日刊共済新報、日刊中央新聞を発行する。
1945年8月2日に戦災のため死去。